# Nigizubi
Nigizubi (łac. Diocesis Nigizubitanus) – stolica historycznej diecezji w Cesarstwie rzymskim w prowincji Numidia zlikwidowana w VII w. podczas ekspansji islamskiej, współcześnie w północnej Algierii. Obecnie katolickie biskupstwo tytularne. 

## Biskupi tytularni
| Lp. | Biskup                            | Funkcja                                                                | Od               | Do                   |
| --- | --------------------------------- | ---------------------------------------------------------------------- | ---------------- | -------------------- |
| 1   | Hugh Edward Ryan                  | emerytowany biskup Townsville (Australia)                              | 14 września 1967 | 13 października 1976 |
| 2   | John Rodgers                      | biskup pomocniczy Auckland (Nowa Zelandia), superior Funafuti (Tuvalu) | 21 marca 1977    | 10 stycznia 1997     |
| 3   | Joshuah Ignathios Kizhakkeveettil | biskup pomocniczy Trivandrum (Indie)                                   | 15 kwietnia 1998 | 2 stycznia 2007      |
| 4   | Adolf Bittschi                    | biskup pomocniczy Sucre (Boliwia)                                      | 15 maja 2008     |                      |